# Potensmängd

Elementen av potensmängden {x, y, z} ordnade efter inklusivitet (Hassediagram)

Potensmängden (en. power set) till en mängd M är mängden av alla delmängder till M inklusive den tomma mängden och mängden M själv. Potensmängden till M skrivs ofta {\displaystyle {\mathcal {P}}(M)}, {\displaystyle P(M)} eller {\displaystyle 2^{M}}. Om M är en ändlig mängd med |M| = n element är antalet delmängder som kan bildas av M lika med |{\displaystyle {\mathcal {P}}(M)}| = 2n.
Att P(M) är en mängd närhelst M är en mängd, är innebörden i potensmängdsaxiomet.

## Exempel
Om S är mängden {x, y, z}, är delmängderna av S
- {} (också betecknad {\displaystyle \emptyset }, tomma mängden)
- {x}
- {y}
- {z}
- {x, y}
- {x, z}
- {y, z}
- {x, y, z}

och potensmängden av {\displaystyle S=\left\{x,y,z\right\}} är
{\displaystyle {\mathcal {P}}(S)=\left\{\{\},\{x\},\{y\},\{z\},\{x,y\},\{x,z\},\{y,z\},\{x,y,z\}\right\}\,\!}
I exemplet startade vi med en mängd med tre element och såg att potensmängden innehöll fler element, nämligen 23=8. Detta är inget unikt för denna mängd. Alla mängder, ändliga såväl som oändliga, har fler delmängder än de har element. Om vi bildar potensmängden till en mängd får vi alltså en med fler (2n) element, vilket är ett grundläggande argument för Cantors sats.